# Вибори до Львівської обласної ради 1998
Вибори до Львівської обласної ради 1998 — вибори до Львівської обласної ради, що відбулися 29 березня 1998 року. Проводилися за мажоритарною виборчою системою. Найбільше мандатів на виборах здобули представники Народного Руху України, на другому місці опинились представники Аграрної партії, які здобули 16% мандатів.

## Дивись також
- Львівська обласна рада III демократичного скликання

## Зовнішні посилання
[https://ipiend.gov.ua/wp-content/uploads/2018/11/yaremchuk_vybory.pdf ВИБОРИ ДО ОРГАНІВ МІСЦЕВОГО САМОВРЯДУВАННЯ
1990-2015 РР. ЯК ІНДИКАТОР СТАНУ РЕГІОНАЛЬНИХ
ПОЛІТИЧНИХ РЕЖИМІВ
(НА ПРИКЛАДІ ЛЬВІВСЬКОЇ ОБЛАСТІ)]